# Robert Stieglitz
Robert Stieglitz (født 20. juni 1981 i Jejsk, Rusland, som Sergey Stieglitz) er en tidligere tysk bokser og WBO Supermellemvægtverdensmester. Stieglitz er bosat i Magdeburg i Sachsen-Anhalt i Tyskland.
Stieglitz er uddannet som idrætslærer, er gift og bor i Magdeburg. Han har siden februar 2001, haft en stabil boksekontrakt med SES. Hans professionelle debut blev bokset i april 2001. I oktober 2002 vandt han den ledige juniortitl i IBF letsværvægtdivision. Efter tre titelforsvar, flyttede han i 2004 op i supermellemvægtdivisionen og vandt også juniortitlen her, og i april 2005 vandt han den Intercontinental IBF-titel. Djamel Selini var den første til at slå Stieglitz i gulvet i hans professionelle karriere, men Stieglitz vandt alligevel denne kamp med enstemmighed. 
Robert led sit andet nederlag til Mexicos Librado Andrade i otte spændende omgange i Morongo Casino Resort & Spa, Cabazon i Californien i en IBF Titel Eliminator. Stieglitz vandt den ledige WBC Internationale supermellemvægttitel den 9. december 2008 i Solden (Østrig) fra tidligere ubesejrede Lukas Wilaschek.

## WBO Supermellemvægtmester
Stieglitz gav afkald på sit WBC Internationale bælte den 22. juni 2009 for at kunne bokse mod Karoly Balzsay om WBO Supermellemvægttitlen. I slutningen af 10. omgang, vaklede en groggy og slået Balzsay tilbage til sit hjørne og i et skræmmende øjeblik opfordrede Balzsay træner Fritz Sdinek ham til at stoppe kampen og Balzsay blev hurtigt taget fra ringen til hospitalet på en båre med nakken i en halsbøjle. Stieglitz klarede sig med en 5. omgangs teknisk knockout mod Ruben Eduardo Acosta og beholdte sin WBO supermellemvægttitel. Kampen blev stoppet ved 01:48 og gav Stieglitz sejren i sit første forsvar. Den 17. april 17 i 2010 forsvarede han med succes sin titel i Magdeburg mod Eduard Gutknecht. 
Stieglitz beholdte sin titel med en hårdt kæmpet enstemmig afgørelse over hans mexicanske udfordrer Enrique Ornelas, Andrade lillebror, på Freiberger Arena i Dresden. Det var en langsom start på både slagsmål og en lidt mindre indsats, men Stieglitz startede denne kamp med stil i anden omgang. Den tyske mester benyttede sig i kampen med sine skarpe jab til at give Ornelas nogle sofistikerede problemer, men den mexicanske ramte også med nogle farlige træffere mod Stieglitz.
Robert Stieglitz skulle i 2012 have bokset mod den tidligere tre-gange titelindehaver Mikkel Kessler i København, men kampen blev aflyst, da Mikkel Kessler havde en håndskade.

## Professionelle rekordliste
| 40 Sejre (23 Knockouts), 2 Nederlag, 0 Uafgjorte |             |                      |      |               |            |                                                             |                                                           |
| Res.                                             | Rekordliste | Modstander           | Type | Omgange       | Dato       | Location                                                    | Noter                                                     |
| Sejr                                             | 40-2        | Khoren Gevor         | DQ   | 10 (12), 2:45 | 2011-04-09 | Bördelandhalle, Magdeburg, Sachsen-Anhalt                   | Forsvarede WBO Supermellemvægt titel.                     |
| Sejr                                             | 39-2        | Enrique Ornelas      | UD   | 12            | 2010-11-20 | Freiberger Arena, Dresden, Sachsen                          | Forsvarede WBO Supermellemvægt titel.                     |
| Sejr                                             | 38-2        | Eduard Gutknecht     | UD   | 12            | 2010-04-17 | Bördelandhalle, Magdeburg, Sachsen-Anhalt                   | Forsvarede WBO Supermellemvægt titel.                     |
| Sejr                                             | 37-2        | Ruben Eduardo Acosta | TKO  | 5 (12), 1:48  | 2010-01-09 | Bördelandhalle, Magdeburg, Sachsen-Anhalt                   | Forsvarede WBO Supermellemvægt titel.                     |
| Sejr                                             | 36-2        | Karoly Balzsay       | TKO  | 11 (12), 0:12 | 2009-08-22 | SYMA Sport & Leisure Center, Budapest                       | Won WBO Supermellemvægt titel.                            |
| Sejr                                             | 35-2        | Jindrich Velecky     | UD   | 10            | 2009-05-15 | Bördelandhalle, Magdeburg, Sachsen-Anhalt                   |                                                           |
| Sejr                                             | 34-2        | Dmitri Protkunas     | TKO  | 4 (8), 1:47   | 2009-01-10 | Bördelandhalle, Magdeburg, Sachsen-Anhalt                   |                                                           |
| Sejr                                             | 33-2        | Lukas Wilaschek      | SD   | 12            | 2008-12-09 | Freizeit Arena, Soelden, Østrig                             |                                                           |
| Sejr                                             | 32-2        | Fawaz Nasir          | TKO  | 5 (8)         | 2008-07-11 | Rundturnhalle, Cuxhaven, Niedersachsen                      |                                                           |
| Nederlag                                         | 31-2        | Librado Andrade      | TKO  | 8 (12), 1:53  | 2008-03-22 | Morongo Casino, Resort & Spa, Cabazon, California           | IBF Super Middleweight title eliminator                   |
| Sejr                                             | 31-1        | William Gare         | UD   | 10            | 2007-10-13 | Herrmann-Gieseler-Halle, Magdeburg, Sachsen-Anhalt, Germany |                                                           |
| Sejr                                             | 30-1        | Marlon Hayes         | UD   | 8             | 2007-06-02 | Boardwalk Hall, Atlantic City, New Jersey                   |                                                           |
| Nederlag                                         | 29-1        | Alejandro Berrio     | TKO  | 3 (12), 2:40  | 2007-03-03 | Stadthalle, Rostock, Mecklenburg-Vorpommern                 | For vacant IBF Super Middleweight title                   |
| Sejr                                             | 29-0        | Eric Howard          | KO   | 5 (8), 2:50   | 2006-10-10 | T-Mobile Arena, Prag                                        |                                                           |
| Sejr                                             | 28-0        | Alejandro Berrio     | TKO  | 11 (12), 0:35 | 2005-12-03 | Bördelandhalle, Magdeburg, Sachsen-Anhalt                   | IBF Super Middleweight title eliminator                   |
| Sejr                                             | 27-0        | Francis Cheka        | TKO  | 5 (12), 2:30  | 2005-07-09 | Life Sportpark Herrenkrug, Magdeburg, Sachsen-Anhalt        | Forsvarede IBF Inter-Continental Super Middleweight title |
| Sejr                                             | 26-0        | Lawrence Chapman     | RTD  | 11 (12), 3:00 | 2005-04-16 | Bördelandhalle, Magdeburg, Sachsen-Anhalt                   | Forsvarede IBF Inter-Continental Super Middleweight title |
| Sejr                                             | 25-0        | Alexander Zaitsev    | UD   | 12            | 2004-12-11 | Lausitz Arena, Cottbus, Brandenburg                         | Forsvarede IBF Inter-Continental Super Middleweight title |
| Sejr                                             | 24-0        | Yuri Tsarenka        | UD   | 12            | 2004-09-18 | Herrmann-Gieseler-Halle, Magdeburg, Sachsen-Anhalt          | Forsvarede IBF Inter-Continental Super Middleweight title |
| Sejr                                             | 23-0        | Djamel Selini        | UD   | 12            | 2004-06-05 | Herrmann-Gieseler-Halle, Magdeburg, Sachsen-Anhalt          | Won vacant IBF Inter-Continental Super Middleweight title |
| Sejr                                             | 22-0        | Galen Brown          | TKO  | 7 (12), 2:37  | 2004-02-21 | Ballhaus Arena, Aschersleben, Sachsen-Anhalt                | Won vacant IBF Youth Super Middleweight title             |
| Sejr                                             | 21-0        | Marcin Radola        | TKO  | 1 (6)         | 2003-11-29 | Lausitz Arena, Cottbus, Brandenburg                         |                                                           |
| Sejr                                             | 20-0        | Yuriy Barashian      | UD   | 10            | 2003-09-20 | Maritim Hotel, Magdeburg, Sachsen-Anhalt                    | Forsvarede IBF Youth Light Heavyweight title              |
| Sejr                                             | 19-0        | Roman Aramyan        | UD   | 10            | 2003-07-05 | Anhalt Arena, Dessau, Sachsen-Anhalt                        | Forsvarede IBF Youth Light Heavyweight title              |